# Senlis (Oise)
Senlis je město v severní Francii v kraji Valois na řece Nonette asi 42 km severně od Paříže. Má bohatou historii, ve středověku zde pobývali francouzští králové a staré město s katedrálou je památkově chráněno. V okolí města jsou rozlehlé lesy.

## Doprava
Senlis leží blízko dálnice A1 a na silnici N17 a má řadu autobusových spojení.

## Historie
Název pochází od keltského kmene Sylvanectů, ve 3. století bylo římské sídlo opevněno, svatý Regulus (Rieul de Senlis, + 260) sem přinesl křesťanství a stal se prvním biskupem. Roku 981 připadl Senlis Hugonu Kapetovi, který zde byl 987 zvolen králem a stal se zakladatelem francouzské dynastie Kapetovců. Francouzští králové zde pobývali až do 19. století. Rozkvět města vyvrcholil ve 12. a 13. století a král Filip II. obehnal město větší a vyšší hradbou. V letech 1153-1191 byla postavena katedrála Notre-Dame a řada dalších kostelů; 1173 získalo město samosprávu. Jistý rozkvět nastal ještě v 16. století, ale pak město pozvolna upadalo. V 18. století byla postavena silnice z Paříže do Flander, byly zbořeny středověké hradby a z té doby pochází mnoho měšťanských domů. Za revoluce město příliš neutrpělo, mnoho církevních staveb však bylo pak rozprodáno a zbořeno. Za první světové války bylo město poškozeno. Roku 1954 byla otevřena dálnice A1 a roku 1974 blízké letiště Charlese de Gaulla, takže se město začlenilo do širšího okolí Paříže a začal hospodářský rozvoj. Počet obyvatel se od roku 1954 do 1999 zdvojnásobil, dále však neroste.

## Pamětihodnosti
- Katedrála Notre-Dame, postavená v letech 1153-1191, rozšířená kolem 1230 a znovu zaklenutá po požáru 1505. Délka 76 m, výška klenby 24 m, jižní věž se zvonicí 78 m. Bohatá sochařská výzdoba portálů ze 12. století, pozdně gotické jižní průčelí z let kolem 1530, stejně jako vitráže v oknech.
- Kostel sv. Frambourga ze 12. století, proměněný ve skladiště, koupil roku 1973 pianista maďarského původu Georges Cziffra, dal restaurovat jako koncertní síň a sídlo své nadace. 8 barevných oken je dílo katalánského malíře Joana Miró.
- Rozsáhlé zbytky římských hradeb s 15 z původních 26 věží ze 3. stol.
- Římská aréna z 1. století pro 10 tisíc diváků.
- Zbytky královského hradu a museum lovectví.
- Staré biskupství ze 12. století, mnohokrát přestavované, je od roku 1985 museum umění a starožitností.
- Řada paláců a měšťanských domů ze 17. a 18. stol.

|  |  |  |  |  |